# José López Domínguez

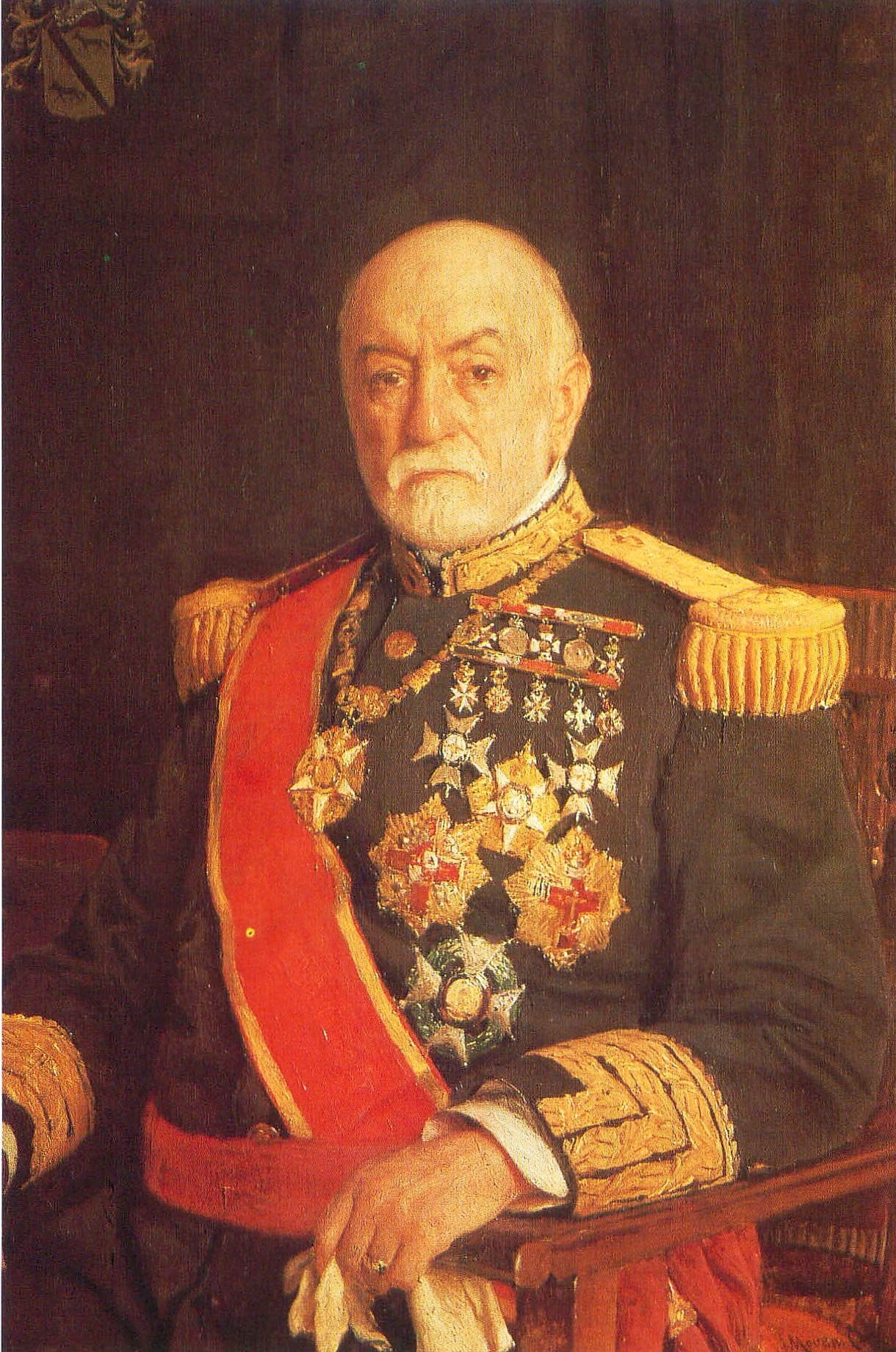
José López Domínguez

José López Domínguez (Marbella, 29 november 1829 - Madrid, 17 oktober 1911) was een Spaans generaal en eerste minister.

## Levensloop
López Domínguez behoorde tot de Unionistische Partij, die onder Francisco Serrano y Domínguez, Juan Bautista Topete en Juan Prim betrokken was bij de revolutie die in september 1868 koningin Isabella II afzette.
Bij de opstand in Cartagena in de zomer van 1873, waarbij er gevochten werd voor een federale reorganisatie van Spanje op provinciaal niveau, nam López Domínguez op 11 december 1873 het opperbevel van het belegeringsleger over. Hij zorgde voor de aanschaffingen van groter belegeringsgeschut en liet Cartagena op energieke manier beschieten. Dit was zo energiek, dat de revolutionaire junta onder leiding van generaal Contreras moest vluchten. Op 12 januari 1874 werd Cartagena ingenomen, waarna de opstand eindigde.
Als beloning werd hij door de regering bevorderd tot luitenant-generaal. Vervolgens sloot hij zich aan bij het noordelijke Spaanse leger en vocht de volgende maanden in de Derde Carlistenoorlog.
Hij sloot zich aan bij de Liberale Partij onder leiding van Práxedes Mateo Sagasta en werd een van de politieke leiders van de partij. In de regering onder leiding van José de Posada Herrera werd hij in oktober 1883 minister van Oorlog, maar nam in januari 1884 al ontslag. Van 1892 tot 1895 was hij onder Sagasta opnieuw minister van Oorlog. Later werd hij Senaatsvoorzitter, waarna hij in 1906 voor vier maanden premier van Spanje werd. Na een conflict binnen de Liberale Partij nam hij ontslag.
- Biblioteca Nacional de España: XX1168183
- Bibliothèque nationale de France: cb144206323 (data)
- Catàleg d'autoritats de noms i títols de Catalunya: 981058509928906706
- Gemeinsame Normdatei: 1123958947
- International Standard Name Identifier: 0000 0000 5929 6732
- Library of Congress Control Number: no2001021925
- Système universitaire de documentation: 074167391
- Virtual International Authority File: 27282595
- WorldCat: E39PBJvXcCtDV96HpPJk47cdcP